# Lancia IZ
De Lancia IZ en IZM (ook wel 1Z en 1ZM) waren Italiaanse pantserwagens uit de Eerste Wereldoorlog. de ontwikkeling en bouw van het eerste prototype startte in 1915. De 120 gebouwde pantserwagens werden in beperkte mate tot in de Tweede Wereldoorlog ingezet.

## Geschiedenis
In de Eerste Wereldoorlog werd voor het eerst het pantserwapen veelvuldig ingezet en daarom wilde het Italiaanse leger ook een eigen pantserwagen ontwikkelen. Het voertuig werd gebouwd door Ansaldo en een truck van Lancia diende als basis. Dit voertuig was reeds in dienst van het leger als observatievoertuig. Op de romp was een brandweerladder gemonteerd. Hierop konden waarnemers mortiervuur van 102 mm geschut geleiden. Het voertuig kreeg de aanduiding IZ en er werden tien stuks gebouwd. De Italiaanse legerleiding was tevreden en dit leidde tot voortzetting van het programma met de IZM waarvan er 110 zijn besteld en gebouwd. Een Lancia IZM is te zien in de Italiaanse propagandafilm Giarabub uit 1942.
Eén overgebleven exemplaar staat in het oorlogsmuseum in Triëst. Een romp van een IZM is in 2007 door Duitse militairen gevonden in Afghanistan. Ook zijn er twee replica's van het voertuig gemaakt. Een hiervan werd gebruikt voor opnames van de film "The lion of the desert" en is in Libië achtergelaten. De ander staat in het Museo storico della Motorizzazione Militare (Historisch museum van militaire motorvoertuigen) in Cecchignola, Rome.

## Ontwerp

### IZ
Het ontwerp van de IZ was vergelijkbaar met andere pantserwagens uit de Eerste Wereldoorlog. De motor lag in de voorzijde en het gevechtscompartiment was aan de achterzijde met daarop een ronde draaibare toren waarin twee 8 mm Breda machinegeweren waren geplaatst. Wat wel uniek was, was de extra koepel die op de toren was geplaatst. Deze kon afzonderlijk bewegen en was bewapend met een extra machinegeweer. Het pantser was tot 6 mm dik en dit bracht het gewicht van het voertuig tot 3,7 ton. De benzinemotor had een kracht van 49 pk en leverde een snelheid van 60 km/h. Het bereik was maximaal 300 kilometer. De twee stalen balken die over de gehele voorzijde zijn gemonteerd, waren bedoeld om prikkeldraad te doorbreken.

### IZM

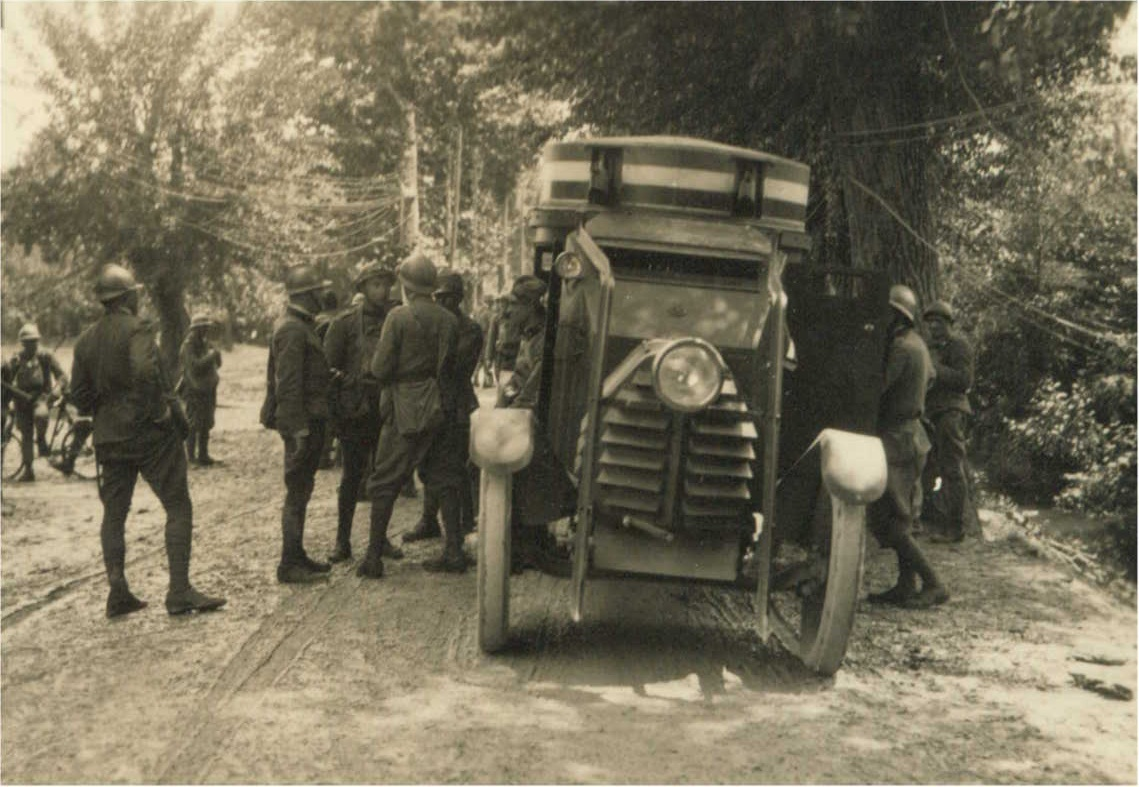
Een IZM in de Eerste Wereldoorlog tijdens de slag om Vittorio Veneto

De IZM was een verbeterde variant van de IZ en onderging meerdere wijzigingen. Ten eerste werd de koepel op de toren verwijderd en daarmee het derde machinegeweer. Daarnaast werd het ontwerp van de voorzijde enigszins aangepast. De ventilatie en het pantser werden anders ingedeeld en er werden reservebanden aan de zijden van het voertuig gemonteerd. De IZ had een reserveband onder het gevechtscompartiment, maar dat bleek niet praktisch te zijn. Ook werd het aantal observatiegaten verminderd om de bescherming te vergroten. Omdat de IZM in 1918 werd geleverd kreeg het ook wel de toevoeging "Model 1918".

Enkel IZ voertuigen werden ook aangepast naar de IZM standaarden, hierbij werd de bovenste koepel verwijderd en de ophanging verbeterd, waardoor er een hybride IZ/IZM ontstond.

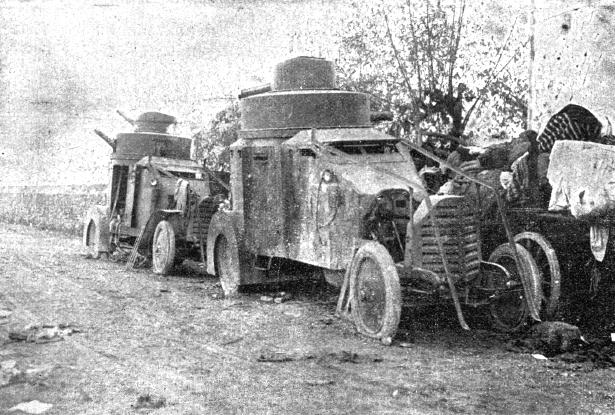
Twee achtergelaten IZ pantserwagens, Eerste Wereldoorlog

## Italiaanse inzet

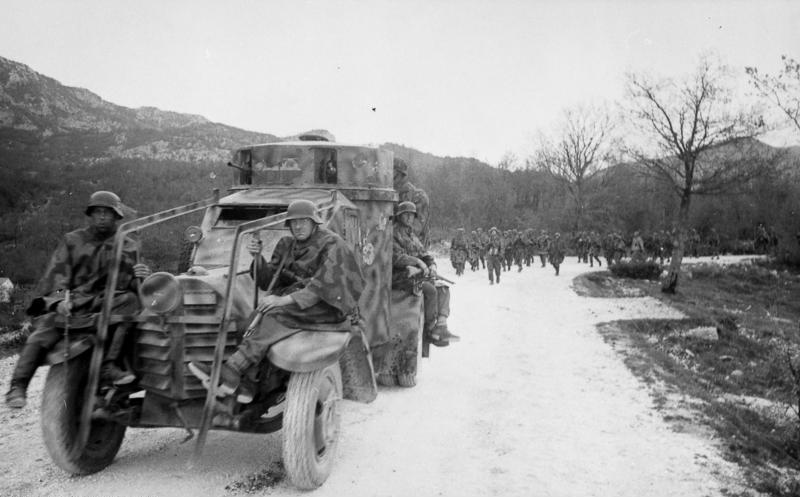
De IZM in Duits gebruik, gefotografeerd in Joegoslavië

De IZ en IZM konden door het Italiaanse leger in de Eerste Wereldoorlog niet aan het gehele front ingezet worden vanwege de bergachtige omgeving. In de omgeving van de rivier Piave werden de voertuigen ingezet voor verkenningstaken en meerdere werden naar Noord-Afrika gezonden voor ordehandhaving. In 1917 speelden de Lancia's een belangrijke rol in de verdediging van de achterhoede van het terugtrekkende Italiaanse leger bij Caparetto. Hierbij gingen tien stuks verloren en er werden meerdere buitgemaakt door Duitse en Oostenrijks-Hongaarse troepen en die werden door hen ook weer ingezet aan het front.
Ook werden de pantserwagens veelvuldig ingezet voor training en dat niet alleen door de Italianen, maar ook door de Amerikanen. Na de oorlog werden enkele aantallen verkocht aan Albanië en Tsjecho-Slowakije. Italië bleef de voertuigen inzetten in de koloniën, zoals Eritrea en Ethiopië en zodoende speelde het voertuig een rol in de Italiaans-Ethiopische oorlog (1935-1936). Ook werden voertuigen ingezet in de Spaanse burgeroorlog als onderdeel van het Corpo Truppe Volontarie Italia (1936-1939). In maart 1932 werden vier stuks IZM pantserwagens naar China (Tianjin) gezonden om daar de bescherming van Italianen te waarborgen. Deze bleven daar tot de Italiaanse wapenstilstand in 1943, maar hun verdere lot is niet bekend.
In de Tweede Wereldoorlog was de IZM nog door het leger in gebruik en werd vooral aan het front in Noord-Afrika ingezet. Ook werden ze ingezet door politie-eenheden in anti-partizanen- en politieacties in de Balkan. In November 1943 werden overgebleven voertuigen door de Duitsers in beslag en in gebruik genomen. Hiervan werden enkele naar Hongaarse troepen gezonden. De meeste voertuigen werden vernietigd tijdens de Joegoslavische opstand en tijdens de Geallieerde opmars in Italië. In Duits gebruik kreeg het voertuig de aanduiding Panzerspähwagen 1ZM of PK 501 (i).

## Buitenlands gebruik
- Albanië Het leger van Albanië kocht in de jaren twintig zes (of vier[9])Lancia's en deze waren bij het uitbreken van de oorlog met Italië in 1939 nog in gebruik, samen met twee Bianchi voertuigen.[13]
- Afghanistan Eén IZM werd in 1928 geschonken aan Afghanistan en deze werd tot de late jaren dertig ingezet, waarna het naar een 'tijdelijk opslag' werd gezonden. In 2007 werd de romp hiervan gevonden door Duitse militairen bij het "Camp Warehouse" in Kabul.[4][14]
- Duitse Keizerrijk Enkele Lancia's vielen in Duitse handen tijdens het offensief bij Caparetto.[6]
- nazi-Duitsland In November 1943 werden door de Duitsers meerde panterswagens in beslag genomen.
- Hongarije In de jaren twintig, waarschijnlijk 1928, werd één voertuig aan Hongarije geleverd.[9] In 1943-44 zond Duitsland meerdere Lancia's aan het Hongaarse leger.
- Oostenrijk In 1934 werden vier stuks aan Oostenrijk verkocht.[9]
- Oostenrijk-Hongarije Enkele Lancia's vielen in handen van de Oostenrijks-Hongaarse troepen tijdens het offensief bij Caporetto.[6] Een van de wagens had waarschijnlijk een beschadigd onderstel, omdat de romp werd verplaatst op een Berna-Perl vrachtwagen onderstel. Daarnaast werden alle wagens herbewapend met 7,92mm-machinegeweren van het type Schwarzlose M.08.[5]

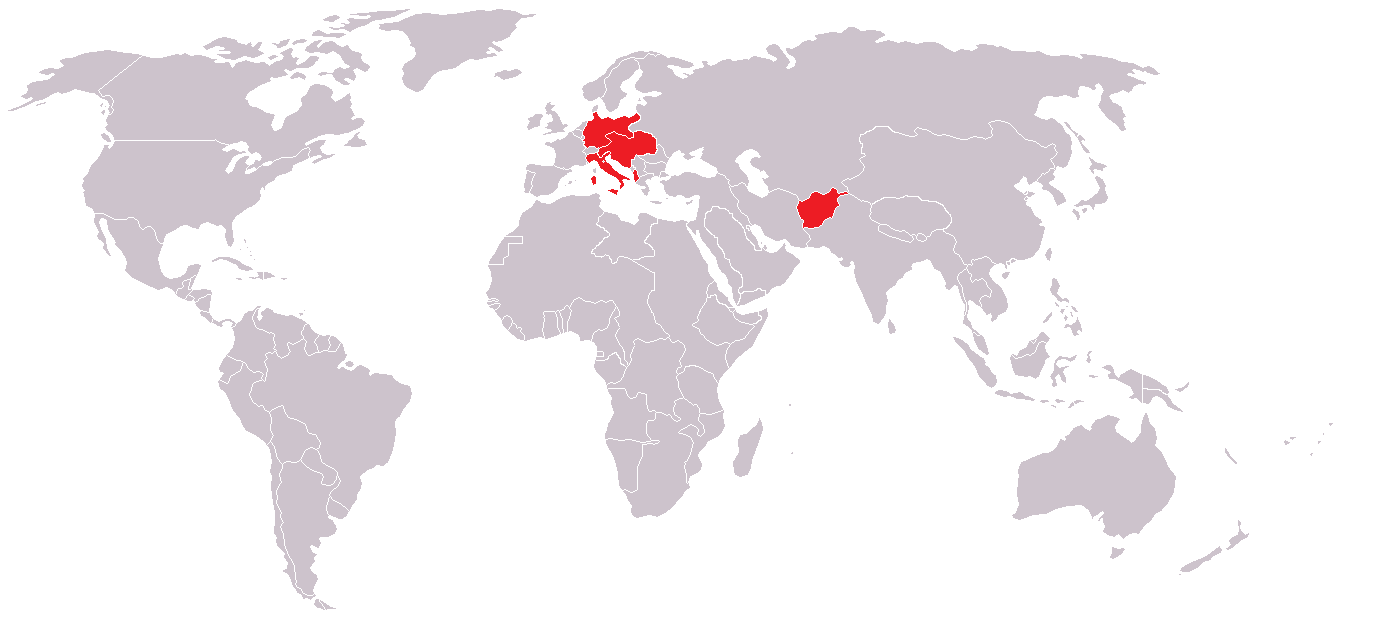
Voormalige gebruikers van de Lancia IZ pantserwagen.

- Voormalige gebruikers van de Lancia IZ pantserwagen. Tsjecho-Slowakije In 1919 werden twee IZ's geleverd aan Tsjecho-Slowakije. Hier werden ze direct naar Slowakije gedirigeerd, waar ze ingezet werden tegen Hongaarse communistische troepen. Tijdens deze gevechten vertoonde het voertuig goede eigenschappen en dit leidde tot de aankoop van de Fiat-Torino. In 1929 werden beide voertuigen volledig opgeknapt. In 1936 werden ze uit actieve dienst genomen en vervangen voor PA pantserwagens.[15] De voertuigen droegen de tactische nummers 1 en 2, hadden de chassisnummers 14023 en 14024 en hadden het militaire registratienummer NVII-751 en NVII-752. Deze werden later gewijzigd naar 13.004 en 13.005.[16][17]